# Syndroom van Miller-Dieker
Het syndroom van Miller-Dieker wordt veroorzaakt door een ontwikkelingsachterstand in de hersenen als gevolg van een niet geheel voltooide neuronale migratie. Dit syndroom dient niet te worden verward met het syndroom van Miller.

## Kenmerken
De belangrijkste verschijnselen die met dit syndroom gepaard gaan zijn het optreden van lissencefalie en microcefalie, het in de hersenen ontbreken van zowel sulci als gyri en een cortex cerebri die in plaats van zes slechts vier lagen heeft. Andere verschijnselen zijn epileptische insulten, het moeilijk verdragen van voedsel, weinig spontane activiteit, een vertraging in zowel de fysieke als de mentale ontwikkeling en naast afwijkingen aan de hersenen ook aan andere organen zoals het hart, de nieren en het maag-darmstelsel.    

## Genetica
Tegenwoordig is bekend dat het syndroom van Miller-Dieker een autosomale dominante afwijking is, terwijl eerder werd gedacht dat het om een autosomale recessieve afwijking ging. Ook is het een haploinsufficiëntie van een of meer genen op het chromosoom 17p. 
De ziekte zelf ontstaat als gevolg van tot gedeeltelijke monosomie leidende deletie van een deel van dit chromosoom dat zowel het gen LIS1 als het gen YWHAE omvat. Er kan daarnaast sprake zijn van een ongebalanceerde translocatie of van een ringchromosoom 17. 

## Diagnose
Het syndroom kan worden opgespoord door middel van cytogenetische technieken, waarbij met name de microdeletie van LIS1 zeer belangrijk is.